# Кампоспінозо
Кампоспінозо (італ. Campospinoso) — муніципалітет в Італії, у регіоні Ломбардія,  провінція Павія.
Кампоспінозо розташоване на відстані близько 450 км на північний захід від Рима, 45 км на південь від Мілана, 13 км на південний схід від Павії.
Населення — 1005 осіб (2014).

## Демографія
Населення за роками:

Станом на 1 січня 2023 року в муніципалітеті офіційно проживали 144 іноземці з 19 країн, серед них 92 громадяни країн Євросоюзу та 5 громадян України.

## Сусідні муніципалітети
- Альбаредо-Арнабольді
- Барб'янелло
- Броні